# Дільниця XIII Подґуже
Дільниця XIII Подґуже (пол. Dzielnica XIII Podgórze) – дільниця(район), допоміжна одиниця міської гміни Кракова. Назва походить від міста Подґуже (1784–1915), включеного до складу Кракова. Частина колишнього району Подгуже (1915–1991). 

## Рада та уряд дільниці
Рада дільниці XIII складається з 21 члена, обраного на загальних виборах .

### Офіс
Садиба ради та уряду дільниці XIII Подґуже розташована в історичній будівлі колишньої ратуші міста Подґуже (Rynek Podgórski 1, 30-533 Kraków) .

## Демографія
| рік      | Як на кінець року | Коментарі                     |
| -------- | ----------------- | ----------------------------- |
| 2004 рік | 32,413            |                               |
| 2005 рік | ▲ 32 420          |                               |
| 2006 рік | ▲ 31 599          |                               |
| 2007 рік | ▲ 32,168          |                               |
| 2008 рік | n/a               |                               |
| 2009 рік | ▼ 31 980          |                               |
| 2010 рік | n/a               |                               |
| 2011 рік | ▲ 32,194          |                               |
| 2012 рік | ▲ 32,313          | станом на 21 лютого 2012 року |
| 2013 рік | ▲ 32 539          | станом на 14 травня 2013 року |
| 2013 рік | ▲ 32,753          |                               |
| 2014 рік | ▲ 34,045          |                               |
| 2015 рік | ▲ 34 595          |                               |
| 2016 рік | ▲ 35,045          |                               |
| 2018 рік | ▲ 35,763          | станом на 6 січня 2018 року   |
| 2018 рік | ▲ 36 885          |                               |
| 2019 рік | ▲ 38,423          |                               |
| 2020 рік | ▼ 38,304          |                               |
| 2021 рік | ▲ 38,725          |                               |
| 2022 рік | ▲ 39,881          |                               |

## Житлові масиви та звичайні міські одиниці
- Бонарка (Bonarka)
- Лютня (Łutnia)
- Матечни (Mateczny)
- Плашув (Płaszów)
- Подґуже ()Podgórze
- Пшевуз (Przewóz)
- Рибітви (Rybitwy)
- Заблоцє (Zabłocie)

## Межі району
- межує з дільницею I на ділянці - від гирла р. Вільга до р. Вісла на схід через середину р. Вісла до перетину із залізничною лінією Краків - Тарнів ,
- межує з дільницею II на ділянці - далі від перетину залізничної колії Краків - Тарнів з р. Вісла на схід, середина р. Вісли до гирла р. Бялухи до р. Вісла,
- межує з дільницею XIV на ділянці - від гирла р. Бялухи до р. Вісли на схід через середину р. Вісли до перетину продовження вул.Кляшторна (ul.Klasztorna) з р. Вісла (межа між дільницями 58 і 59),
- Межує з дільницею XVIII  на ділянці – від перехрестя продовження вул.Кляшторна з р. Вісла на схід посередині р. Вісли до перетину з межею міста, - далі на південь з межею м. Кракова до перетину з р. Дрвіна Длуга ,
- Межує з дільницею ХІІ  на ділянці – від перетину кордону с Кракова з р. Дрвіна Длуга на захід, вздовж північного боку р. Дрвіна Длуга до перетину з межею дільниць № 25 і 26, далі на південь вздовж межі між дільницями № 25 і 26 до північної межі станція товарна Краків Прокоцім (Kraków Prokocim), далі на схід, з північного боку станція товарна Краків Прокоцім до межі між дільницями № 54 і 52, перетинає залізницю на південь з межею між дільницями № 54 і 52 до стику меж дільниць № 52, 53 і 54 (район ul.Balickiego), далі на захід з межею дільниць №№: 52 та 53 до перехрестя з вул. Велицька (район ul. Świątnicka),
- Межує з дільницею XI на ділянці — вздовж вул. Камєньського (ul.Kamieńskiego) — з уточненням меж району в 2014 році [4]. Тоді „Trzynastka” (дільниця XIII) отримала території, які раніше були розташовані в дільниці XI Подґуже Духацьке (навколо вулиць Гельтмана, Паньської, Стойгневої, Дауни, заповідника «Бонарка»). Раніше діючий маршрут, який досі фіксується в багатьох місцях, – від перетину меж дільниць № 52 та 53 (район вул. Свєнницької) з вул. Велицької на північний захід уздовж західного боку вул. Велицької до перетину з межею ділянок № 141/3, (КС «КАБЕЛЬ») та ділянкою № 341/6 (території ЖК «Кабель»), далі на захід по південній межі ділянки № 341. /6 до вул. Семомислава, далі на північ вздовж східної сторони вул. Семомислава (ділянка № 211/31) до стику з ділянкою № 39/3, далі на північ по східній стороні ділянки № 39/3, на захід по північній межі ділянок № 39/3, 39/2., 204 до вул. Гельтмана, далі на північний захід по східній стороні вул. Гельтмана до вулиці Абрагама, далі на захід по північній стороні вул. Авраама до вул. Kamieńskiego (межа між дільницями № 29 і 51), далі на захід по південній стороні вул. Камєньського до перетину з залізничною лінією Краків- Скавіна, далі на південь уздовж західної сторони залізничної колії Краків-Скавіна до перетину із західною стороною запланованої вул. Новотарська,
- межує з дільницею IX на ділянці - від перехрестя р. Вільга з вул. Брожка на схід по південній стороні вул. Брожка до вул. Закопіньська (ul.Zakopińska (Wadowicka)), далі на схід уздовж північної сторони запланованої дороги, яка є продовженням вул. Брожка до перетину із залізничною колією Краків-Скавіна та західного боку планованої вул. Новотарська. (Ця межа є північною межею ділянок №: 216/11, 213/19, 213/31 до її східного кута),
- Межує з дільницею VIII на ділянці від – від перехрестя вул. Брожка з річкою Вільга на північ вздовж західного боку річки Вільга до впадіння річки Вільга у річку Вісла.